# Soussans
Soussans település Franciaországban, Gironde megyében. Lakosainak száma 1710 fő (2022. január 1.). Soussans Arcins, Avensan, Gauriac, Margaux-Cantenac, Moulis-en-Médoc, Plassac és Villeneuve községekkel határos.

## Népesség
A település népessége az elmúlt években az alábbi módon változott:
| Lakosok száma | 918  | 1204 | 1352 | 1457 | 1560 | 1601 | 1629 | 1655 | 1673 | 1710 |
|               | 1968 | 1982 | 1990 | 2006 | 2013 | 2015 | 2017 | 2019 | 2020 | 2022 |